# Maihue-tó
A Maihue-tó (spanyolul: Lago Maihue), Chile déli részén, Ranco tartományban, Los Ríos régióban található természetes eredetű tó. Földrajzilag a tó az Andok hegyei között fekszik, a Ranco-tótól keletre. A tavat a negyedidőszaki gleccserek idején a Patagóniai jégsapka vastag jégtakarója vájta ki. A tó egyetlen lefolyását a Calcurrupe-folyó biztosítja, amin keresztül vize a Ranco-tóba áramlik.

## Fordítás
Ez a szócikk részben vagy egészben  a   Maihue Lake című angol Wikipédia-szócikk ezen változatának fordításán alapul.  Az eredeti cikk szerkesztőit annak laptörténete sorolja fel. Ez a jelzés csupán a megfogalmazás eredetét és a szerzői jogokat jelzi, nem szolgál a cikkben szereplő információk forrásmegjelöléseként.